# ハンス・ブンツェル
ハンス・カール・ブンツェル(ドイツ語: Hans Karl Bunzel、1915年4月29日 - 1995年11月12日)は、ドイツの軍人。最終階級は陸軍中尉。

## 経歴
ブンツェルは戦車エースとして知られ、数時間のうちに敵戦車10両撃破やIII号戦車G型でソ連の重戦車KV-1撃破など、輝かしい記録を残している。その戦功から騎士鉄十字章を受章した。
第二次世界大戦勃発当初は戦車整備兵としてポーランド侵攻やフランス侵攻に従軍したブンツェルだが、後に戦車兵へ配属替えされた。バルバロッサ作戦時には北方軍集団に所属し、戦車乗りとして参戦している。1944年、第116装甲師団として参戦したバルジの戦いにおいて戦闘中左目を失う重傷を負い、それによって戦傷章金章を受けている。

## 叙勲
- 1938年10月1日記念メダル
- 鉄十字章
  - 二級鉄十字勲章1939年章 (1940年9月19日)
  - 一級鉄十字勲章1939年章 (1941年7月21日)
- 戦車突撃章
  - 戦車突撃章銀章 (1941年8月10日)
  - 戦車突撃章25回 (1943年7月2日)
  - 戦車突撃章50回 (1944年11月6日)
- 戦傷章
  - 戦傷章黒章 (1941年9月18日)
  - 戦傷章銀章 (1942年8月22日)
  - 戦傷章金章 (1943年12月4日)
- 1941年/1942年東部戦線冬季戦記章 (1942年8月10日)
- 騎士鉄十字章
  - 騎士鉄十字章 (1943年2月10日)[1]